# Queer Boys and Girls on the SHINKANSEN
『 Queer Boys and Girls on the SHINKANSEN』（クィア・ボーイズ・アンド・ガールズ・オン・ザ・しんかんせん）は、2004年に製作された日本のオムニバス・短編映画。59分。

## 概要
「レズビアン/ゲイをテーマにした5分間の映像」をコンセプトに集められた10本の短編映画によるオムニバス。

## 作品
- 00：『オープニングアクト"Let's take a trip."』ナレーション：葉月螢
- 01：『パラレル・コンタクト』監督：長谷川健治朗
- 02：『鼻歌をうたう私と颯爽とあるく彼女』監督：iri
- 03：『KEY』監督：康延年
- 04：『wrap! rap!-10cs3-』監督：うららさとこ
- 05：『JUICY!』監督：ジャンジ♥
- 06：『199X年の必殺技』監督：タカサキケイイチ
- 07：『町27』監督：平井優子
- 08：『キスしてほしい』監督：今泉浩一
- 09：『かがよひ』監督：田口弘樹
- 10：『バイバイ・オーバー・ザ・レインボウ』監督：アキラ・ザ・ハスラー（ハスラーアキラ）

　※当初"05"は畑智章監督の『The Untitled Slide Show』だったがのちに差し替え

## 上映
- 2004年（第13回）東京国際レズビアン&ゲイ映画祭（7月17日）[2]
- 2004年　REEL2/一夜限りのレズビアン&ゲイ映画祭in札幌（9月17日）[3]
- 2005年（第1回）香川レインボー映画祭（10月9日）[4]

## スタッフ
- 企画・製作：habakari-cinema+records